# Suzuki DR 650
Suzuki DR 650 je motocykl japonského výrobce Suzuki, přímý nástupce řady Suzuki DR 600. Jedná se o řadu endur s mírnými rozdíly vzhledu a určení.

## Historie
V 80. letech měla Suzuki v nabídce enduro DR 600, které v roce 1990 nahradila silnějším modelem DR 650 z důvodů silné konkurence Honda NX-650 Dominator.
V tomto roce byly vydány dva odlišné typy, DR 650 Djebel a DR 650 RS. Oba modely byly na pohled značně odlišné, technicky se nelišily. Hlavní rozdíl byl ve štítku u světla, v množství plastů a umístění předního blatníku.
V roce 1991 Suzuki představila model DR 650 RSE vybavený elektrickým startérem. V roce 1992 byl model DR 650 Djebel nahrazen modelem DR 650 R. Došlo ke změně výfukového systému, zmenšení nádrže a snížení hmotnosti o 8 kg.
V roce 1996 byl uveden model DR 650 SE, který nahrazuje předchozí modely. Motor byl radikálně přepracován, došlo ke snížení výkonu, ale zlepšení jeho plynulé dodávky. Hmotnost se snížila přibližně o 25 kg.
V roce 2002 byl změněn barevný styl modelu SE.
Mírně inovovanou pohonnou jednotku z modelu DR 650 využívá i cestovnější enduro Suzuki XF 650 Freewind.

## Technické parametry
Suchá hmotnost: 147 kg
Pro modely R, RS, RSE
- Výška od země: 245mm
- Svíčky: NGK DPR9EA-9 nebo ND X27EPR-U9